# Університет Умео
Університет Умео (швед. Umeå universitet) — університет в Умео, розташований в середині північної частини Швеції. Заснований в 1965 році і є п'ятим найстарішим університетом в нинішніх кордонах Швеції. У 2012 році навчальний заклад посів 23-е місце у світі в рейтингу вищих навчальних закладів віком до 50 років згідно з британським журналом Times Higher Education (THE). У 2013 році університет посів перше місце в Швеції в міжнародних студентських змаганнях на міжнародну задоволеність студентів, проведених International Graduate Insight Group.
Станом на 2013 рік Університет Умео має більше 36 000 зареєстрованих студентів (близько 17 000 студентів денної форми навчання), в тому числі в аспірантурі та докторантурі. Він має більш ніж 4000 співробітників, у тому числі 365 професорів.
На міжнародному університет відомий дослідженнями, пов'язаними з геном дерева Populus (науки про життя), внесками в проблему Глісона і функціональні простори на фракталам (математика) і його школи промислового дизайну.

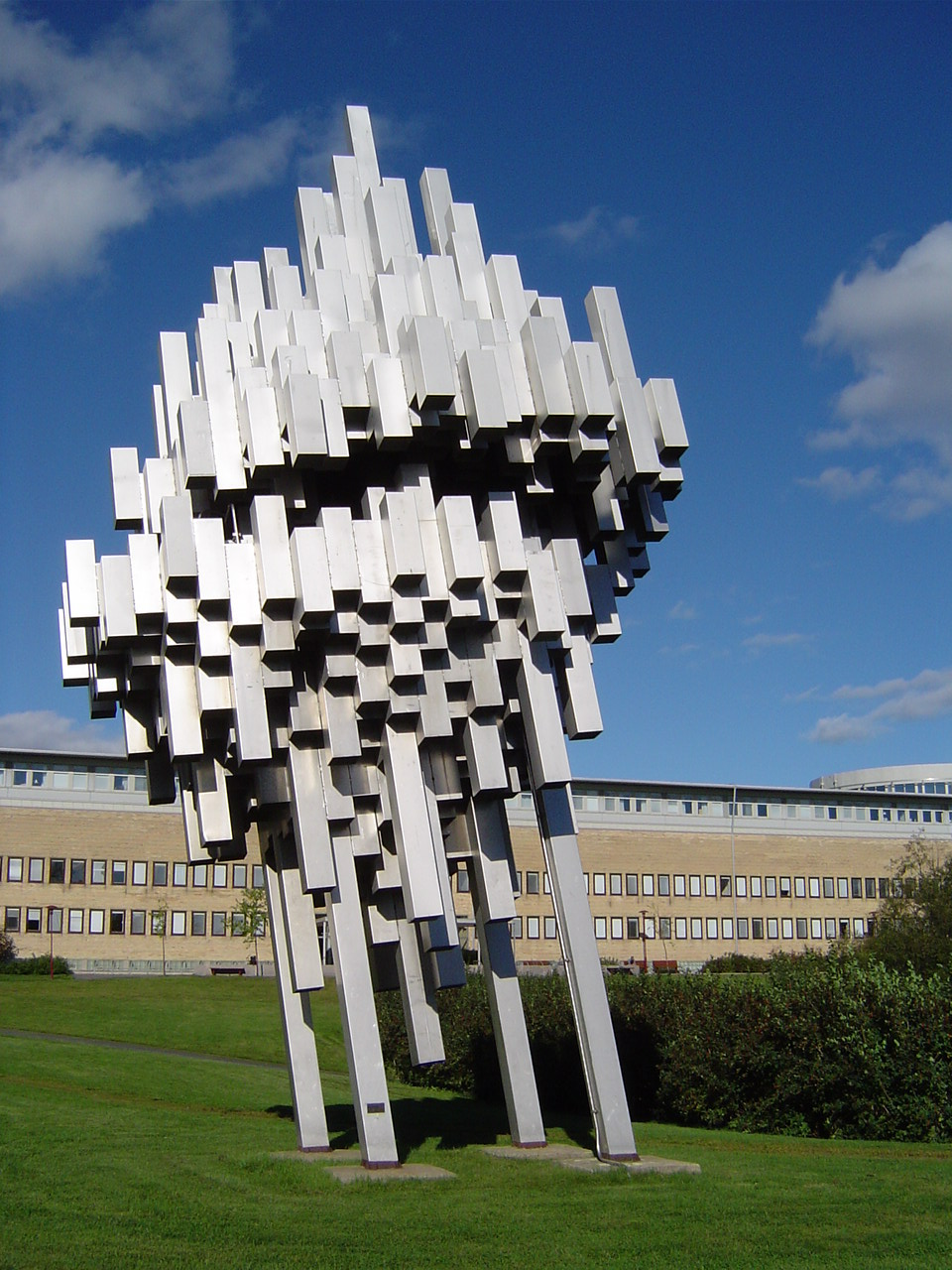
Північне світло

## Рейтинги
У 2012 році в академічному рейтингу університетів світу університет посів місце між пунктами 201—300 всіх університетів світу і в той же час з боку QS World University Rankings університет посів 297-е у світі (в цілому). У 2012 / 2013 роках Times Higher Education World University Rankings 2012/2013 Університет Умео зайняв місце від 251 до 275 з усіх глобальних університетів.

## Випускники університету
- Елізабет Ісакссон — шведський гляціолог.